# Energiepflanze

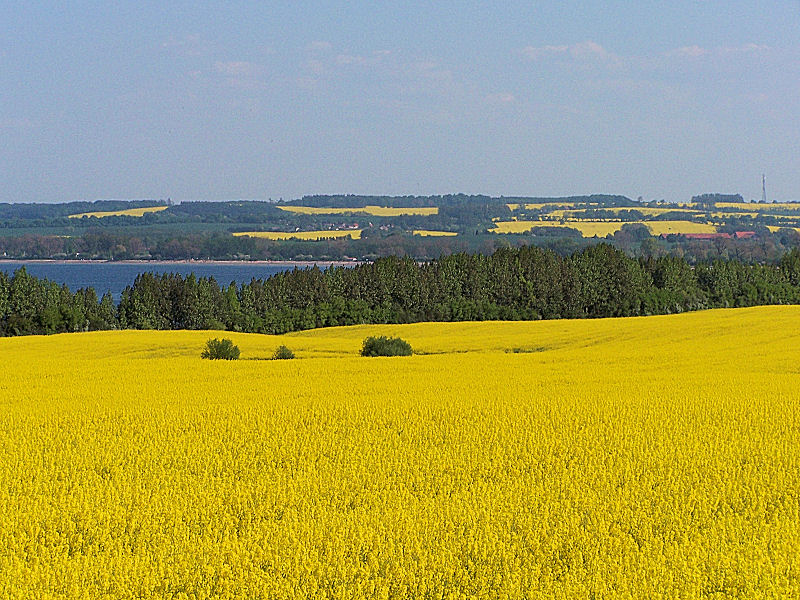
Raps zur Produktion von Biodiesel gehört zu den wichtigsten Energiepflanzen Mitteleuropas

Eine Energiepflanze ist eine Pflanze, die speziell für die energetische Nutzung angebaut wird. Die Bioenergie wird üblicherweise thermisch, also durch Verbrennung, aus festen, flüssigen oder gasförmigen Pflanzenprodukten (biogener Brennstoff) gewonnen.

## Definition und Abgrenzung
Als Energiepflanzen werden landwirtschaftliche Nutzpflanzen bezeichnet, die mit dem Hauptziel einer Energiegewinnung angebaut werden, in Abgrenzung zu Pflanzen zur Nahrungsmittelerzeugung, Futterpflanzen und Industriepflanzen. Wild wachsende Pflanzen, die z. B. als Brennholz energetisch genutzt werden, werden nicht zu den Energiepflanzen gezählt. Forstpflanzen, die auf landwirtschaftlichen Flächen zur Energienutzung angebaut werden (beispielsweise in Kurzumtriebsplantagen), werden in der Regel mit erfasst. Teilweise wird nur bei einer energetischen Nutzung der ganzen Pflanze von Energiepflanzen gesprochen.
Entscheidend ist also die Nutzung der Pflanze. So kann z. B. Mais sowohl als Zuckermais zur menschlichen Ernährung als auch als Futtermais (Maissilage) zur Tierfütterung oder als Energiemais zur Biogaserzeugung kultiviert werden. Je nach Nutzungsrichtung unterscheiden sich die verwendeten Sorten und Anbauverfahren für Energiepflanzen teilweise von den bei Nahrungs- und Futtermitteln genutzten.

## Pflanzengruppen und Nutzung

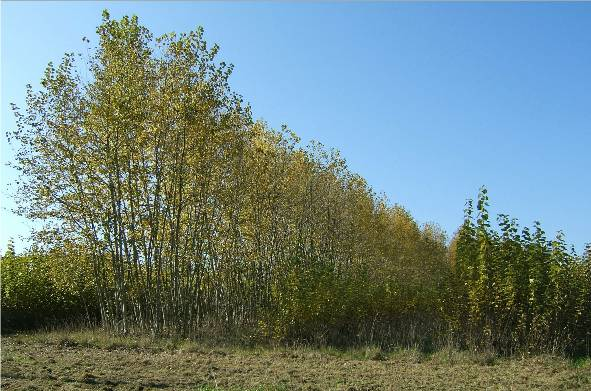
Anbau von Hybrid-Pappeln als Energieholz in einer Kurzumtriebsplantage

Zahlreiche Pflanzenarten eignen sich für die energetische Nutzung. Darunter sind sowohl traditionelle Kulturpflanzen des Ackerbaus, für die teilweise für die Energienutzung optimierte Sorten gezüchtet werden (z. B. Raps, Mais), als auch Kulturpflanzen, die bisher nicht oder kaum ackerbaulich genutzt wurden, unter dem Aspekt der energetischen Nutzung jedoch interessant werden können (z. B. Chinaschilf, Durchwachsene Silphie, Sida hermaphrodita). Bisher konzentriert sich der Anbau auf bereits verbreitete Ackerkulturen. Die Züchtung neuer Sorten und die Nutzung neuer Kulturarten stehen erst am Anfang. Untenstehende Tabelle nennt einige in Mitteleuropa als Energiepflanzen kultivierte Pflanzenarten und -gruppen. Energiepflanzen mit bedeutenden Anbauflächen oder großem Potenzial in anderen Regionen sind u. a. Soja, Ölpalme, Purgiernuss und Zuckerrohr.
Zunehmend, werden in Mitteleuropa auch schnellwachsende Gehölze wie Weiden, Pappeln oder auch Robinien auf landwirtschaftlichen Standorten angebaut, um den steigenden Bedarf an holzartiger Biomasse zu decken. Hierbei zeigt sich, dass sich vor allem feuchte Feldstandorte für einen Anbau von Weiden und Pappeln eignen, da deren Wachstum stark an die Wasserverfügbarkeit gekoppelt ist. So zeigen Potenzialabschätzungen für Deutschland besondere Gunststandorte im Nordwesten (Verfahren und Ergebnisse, mit Daten und Karten in den Quellen). Beim Anbau ist jedoch zu beachten, dass der starke Wasserkonsum der Pflanzen auch negative Auswirkungen auf vulnerable aquatische Ökosysteme haben kann. Dennoch bietet der Anbau eine alternative Nutzungsform für gedrängte Ackerstandorte.
| Rohstoff                                                                            | Verfahren                                     | Produkt                                                      | Pflanze (Frucht)                               |
| ----------------------------------------------------------------------------------- | --------------------------------------------- | ------------------------------------------------------------ | ---------------------------------------------- |
| zucker- und stärkehaltige Pflanzenteile                                             | Vergärung (Ethanolgärung)                     | biogener Flüssigbrennstoff (Bioethanol, Kraftstoff-Additive) | Zuckerrübe, Kartoffel, Getreidekorn, Maiskorn  |
| ölhaltige Pflanzenteile                                                             | Pressen/Extrahieren, (Umesterung)             | biogener Flüssigbrennstoff (Pflanzenölkraftstoff, Biodiesel) | Rapssaat, Sonnenblumenkerne                    |
| biogene Festbrennstoffe (Ganz- oder Teilpflanze, Stückholz, Hackschnitzel, Pellets) | Verbrennung                                   | Wärme und Strom aus biogenem Festbrennstoff                  | Bäume, Gräser, Getreide(korn), Miscanthus      |
| vergärbare Biomasse (Substrat: Ganz- oder Teilpflanze, organische Abfälle)          | Vergärung (anaerober Abbau mit Methanbildung) | Wärme und Strom aus Biomasse, biogenes Brenngas (Biomethan)  | Mais(korn), Gräser, Getreide(korn), Zuckerrübe |

Energiepflanzen werden mit dem Ziel der Gewinnung von Wärme und elektrischer Energie sowie als Biokraftstoffe genutzt. Dabei kommt eine Vielfalt von Nutzungspfaden zum Einsatz, vor allem die Vergärung bzw. Biogaserzeugung in Biogasanlagen (Nutzung als Gärsubstrat), die Verbrennung (Nutzung als Biobrennstoff) sowie verschiedene weitere Formen der vollständigen oder teilweisen Umsetzung der Biomasse (u. a. Pyrolyse, Erzeugung synthetischer Biokraftstoffe (BtL)). Energieträger sind entweder das Pflanzen-Substrat selbst nach Zerkleinerung (z. B. biogene Festbrennstoffe wie Brennholz, Pellets), Pressung/Extraktion oder Weiterverarbeitung (z. B. biogene Flüssigbrennstoffe wie Pflanzenölkraftstoff, Bioethanol, Biodiesel, BTL) oder auch durch Vergasung der Biomasse gewonnene energiereiche Gase (z. B. biogene Brenngase wie Biogas, Syngas, Wasserstoff).

## Anbauumfang und -entwicklung

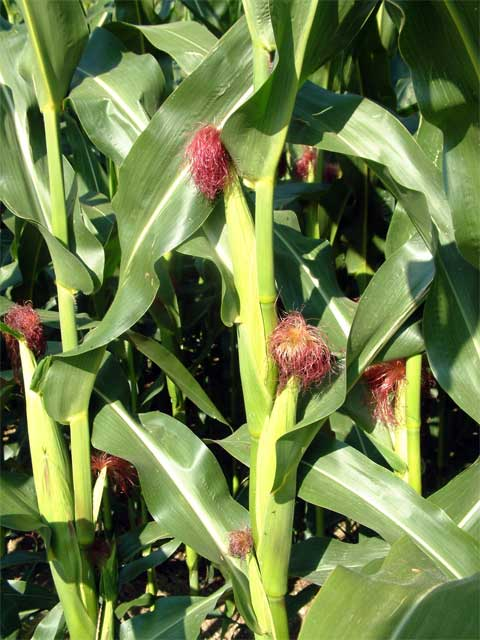
Energiemais für die Produktion von Biogas

In Deutschland wurden 2011 auf 2,28 Millionen Hektar Energiepflanzen angebaut. Dies entsprach 19 % der Ackerfläche in Deutschland.
Im Jahre 2020 waren es 2,34 Millionen Hektar, auf denen Energiepflanzen angebaut wurden, das entsprach 20 % der Ackerfläche. Dabei sank der Anbau von Raps für Biodiesel von über einer Million Hektar (2011) auf 750.000 Hektar (2020). Auf mehr als 500.000 ha wuchsen 2011 Pflanzen zur Biogaserzeugung, diese Fläche vergrößerte sich 2020 auf 1,55 Millionen Hektar im Jahre 2020, davon Mais auf 1 Mio. Hektar. Im Jahre 2011 wurden auf über 250.000 ha Zucker- und Stärkepflanzen zur Erzeugung von Bioethanol angebaut.
2019 waren es 290.000 Hektar (vor allem Roggen, Weizen und in geringerem Maße Zuckerrüben und Körnermais).
Der Anbau von Energiepflanzen hat stark zugenommen – 1998 betrug die gesamte Anbaufläche für nachwachsende Rohstoffe insgesamt (einschließlich Anbau zur stofflichen Nutzung) noch weniger als 500.000 ha. Nach Schätzungen bezifferte die Fachagentur Nachwachsende Rohstoffe (FNR) die Anbaufläche für nachwachsende Rohstoffe in Deutschland 2012 auf rund 2,5 Millionen Hektar. Den überwiegenden Anteil davon nahm mit 2,1 Millionen Hektar der Anbau von Energiepflanzen ein. Die wichtigsten Energiepflanzen waren Raps für Biokraftstoffe sowie Mais, andere Getreide und Gräser für Biogasanlagen.
Nur ein kleiner Teil der nicht für Nahrungs- und Futtermittel genutzten Anbaufläche wird für nachwachsende Rohstoffe genutzt, die für chemisch-technische Zwecke in der Industrie verwendet werden (Öl, Stärke, Zucker).

## Förderung
Der Anbau von Energiepflanzen wurde bisher im Rahmen der Gemeinsamen Agrarpolitik der Europäischen Union mit Direktzahlungen (sogenannte Energiepflanzenprämie) finanziell unterstützt. Diese Förderung von maximal 45 €/ha wurde 2010 abgeschafft. Im Rahmen der bis 2007 obligatorischen Flächenstilllegung durften Landwirte auf einem Teil ihrer Ackerfläche keine Lebens- oder Futtermittel anbauen und erhielten dafür eine Stilllegungsprämie. Der Energiepflanzenanbau auf diesen Flächen war jedoch zugelassen. Eine Energiepflanzenprämie erhalten Landwirte nur für den Anbau auf nicht stillgelegten Flächen. Durch die Abschaffung der obligatorischen Flächenstilllegung und der Energiepflanzenprämie verliert die direkte Förderung des Energiepflanzenanbaus an Bedeutung.

## Umweltauswirkungen
(siehe Artikel Bioenergie)
Durch den Einsatz von Energiepflanzen können fossile Energieträger ersetzt werden. Dabei ist die Verminderung des Kohlenstoffdioxid-Ausstoßes (CO2) zur Verminderung des Treibhauseffekts ein Ziel. Die Klimawirksamkeit des Anbaus und der Nutzung von Energiepflanzen wird jedoch kontrovers diskutiert. Der CO2-Ersparnis durch Nutzung nachwachsender Rohstoffe stehen die Klimabilanz des Ackerbaus (Umnutzung), die klimarelevanten Emissionen von Lachgas N2O, die Bilanz der Stickstoffdünger-Herstellung und die CO2-Emissionen bei der Konversation zu Brenn- und Kraftstoffen entgegen.
Dies führt dazu, dass Energiepflanzen kein Treibhausgas-neutraler Energieträger sind.
Anbauweise und Landnutzung können großen Einfluss auf die Klimawirksamkeit des Energiepflanzenanbaus haben: Bei der Rodung von Regenwald, der Kultivierung von Mooren oder dem Umbruch von Grünland zum Anbau von Energiepflanzen werden große Mengen von Treibhausgasen frei.
Die Europäische Union hat die ab Juni 2009 gültige Erneuerbare-Energien-Richtlinie erlassen. Mit ihr werden unter anderem Nachhaltigkeitskriterien für die Förderung von Biokraftstoffen und deren Anrechnung auf die EU-Biokraftstoffziele eingeführt. Die Umsetzung dieser Nachhaltigkeitskriterien in deutsches Recht erfolgte mit der Biomassestrom-Nachhaltigkeitsverordnung (Biost-NachV) und der Biokraftstoff-Nachhaltigkeitsverordnung (Biokraft-NachV).
Ein Ziel der Forschung zur Energiepflanzennutzung ist, die Energieausbeute pro Anbaufläche durch Nutzung der gesamten Pflanzen und Verfahrensoptimierungen zu verbessern. In Deutschland wird angestrebt, die genutzte Fläche für den reinen Energiepflanzenanbau wegen der genannten Probleme auf 2,5 Millionen Hektar zu begrenzen und zukünftig vorrangig Reststoffe der landwirtschaftlichen Produktion zu verwerten. Alternative Methoden zur Energiepflanzen-Gewinnung werden untersucht, z. B. die Zucht von Salzwasseralgen in Wüstengebieten.
Die Flächen, die für den Anbau von Energiepflanzen benötigt werden, könnten auch für andere ökonomisch und ökologisch sinnvolle Zwecke eingesetzt werden, z. B. zum Anbau nachwachsender Rohstoffe, die stofflich genutzt werden können (Extensivierung der Landwirtschaft). Diese Flächen stehen dann nicht mehr zur Verfügung für die Produktion von Nahrungs- und Futtermitteln.
Es werden ethische Probleme diskutiert, die den Einsatz von Lebensmitteln wie Getreide, Mais und Ölpflanzen zur Energiegewinnung betreffen (Nutzungskonkurrenz).
Der Energiepflanzenanbau wird oft als Ackerbau mit hoher Intensität betrieben, es werden Düngemittel- und Pflanzenschutzmittel eingesetzt, ohne die Restgehalte der genutzten Pflanzenteile beachten zu müssen. Der Anbau als Monokultur verringert die Artenvielfalt. So wird teilweise artenreiches Grünland in Ackerflächen verwandelt, wodurch Verluste an wichtigen Lebensräumen und Nahrungsangeboten entstehen. Die ökologischen Nachteile erstrecken sich wegen der Grundwasserbeeinflussung (Wasserstand und Verunreinigung) nicht auf die Flächen selbst, sondern betreffen das Umland und Gewässer. Die Kultivierung von Pflanzen aus fremden Herkunftsregionen als Energiepflanzen birgt Risiken, z. B. durch Verbreitung von Neophyten.